# Abdellatif Zeroual
Abdellatif Zeroual (Berrechid, 1951 - Casablanca, 14 de noviembre de 1974) fue un profesor marroquí de filosofía miembro del comité nacional del grupo y movimiento ilegal Ila l-Amam.

## Biografía
Abdellatif era el hijo de Abdelkader Haj Zeroual, militante que luchó contra los franceses antes de que Marruecos alcanzase la independencia en 1956. En 1970, cuando las autoridades marroquíes lanzaron una ofensiva contra el movimiento Ila l-Amam, pasó a la clandestinidad junto con Abraham Serfaty bajo la protección de la escritora francesa Christine Daure-Serfaty. En 1973 fue condenado a muerte en rebeldía por un tribunal de Casablanca. El 5 de noviembre de 1974, desapareció después de ser secuestrado por un grupo de hombres vestidos de civil cuando se dirigía a una reunión. Una semana más tarde se registró, en un hospital de Rabat, el cuerpo de un hombre fallecido al que las organizaciones de derechos humanos señalaron como el de Zeroual, aunque las autoridades marroquíes jamás lo han reconocido.